# Miagrammopes cubanus
Miagrammopes cubanus es una especie de araña araneomorfa del género Miagrammopes, familia Uloboridae. Fue descrita científicamente por Banks en 1909.
Habita en Cuba.